# Paraturbanella dohrni
Paraturbanella dohrni är en djurart som tillhör fylumet bukhårsdjur, och som beskrevs av Adolf Remane 1927. Paraturbanella dohrni ingår i släktet Paraturbanella och familjen Turbanellidae. Inga underarter finns listade i Catalogue of Life.